# 信濃國
信濃國（日语：〔〕／ Shinanonokuni */?），日本古代的令制國之一，屬東山道，又稱信州。信濃國的領域大約為現在的長野縣。

## 郡
- 伊那郡→上伊那郡 - 下伊那郡
- 諏方郡→諏訪郡
- 筑摩郡→東筑摩郡 - 木曾郡（由西筑摩郡改名）
- 安曇郡→北安曇郡 - 南安曇郡（消滅）
- 更級郡（日语：更級郡）
- 水内郡→上水内郡 - 下水内郡
- 高井郡→上高井郡 - 下高井郡
- 埴科郡
- 小縣郡
- 佐久郡→北佐久郡 - 南佐久郡

## 相關項目
- 日本令制國列表